# Mussaure
El mussaure (Mussaurus, "llangardaix ratolí") és un gènere de dinosaure prosauròpode herbívor que va viure al Triàsic superior, fa uns 215 milions d'anys. Les seves restes fòssils s'han trobat al sud de l'Argentina. El nom del gènere prové de la petita mida dels esquelets descoberts.
Els mussaures només es coneixen per restes de joves o d'infants fossilitzats, els adults possiblement superaven els 3 metres de longitud i pesaven uns 70 kg. Mussaure presentava uns trets anatòmics que suggereixen que tenia una relació estreta i evolutivament transicional amb els sauròpodes vertaders.